# Comando carabinieri Ministero affari esteri
Il Comando carabinieri Ministero affari esteri, abbreviato CDO CC MAE, è il reparto dell'Arma dei Carabinieri preposto alla tutela della sicurezza nelle sedi del Ministero degli affari esteri e delle rappresentanze diplomatiche d'Italia, la prevenzione e la repressione delle violazioni alle leggi speciali sull'emigrazione.
Ha sede a Roma nel palazzo della Farnesina, dipende dal Comando delle unità mobili e specializzate carabinieri "Palidoro" e funzionalmente dal Ministero degli affari esteri.

## Storia
Il 15 settembre 1979 fu istituito il Reparto CC Ministero affari esteri per l'espletamento dei compiti di vigilanza e sicurezza presso le sedi del  Ministero degli affari esteri  e presso le rappresentanze diplomatiche italiane all'estero.
Posto alle dipendenze funzionali del titolare del dicastero, ha assunto la denominazione di Comando carabinieri Ministero affari esteri dal 15 novembre 1987.
Dal comando dipendono tutti i carabinieri in servizio presso tutte le Ambasciate d’Italia nel mondo.

## Struttura
Il Comando carabinieri Ministero affari esteri è articolato su:
- un ufficio comando
- un reparto sicurezza e vigilanza.